# コレステロール-24-ヒドロキシラーゼ
コレステロール-24-ヒドロキシラーゼ（cholesterol 24-hydroxylase）は、次の化学反応を触媒する酸化還元酵素である。
コレステロール + NADPH + H+ + O2 {\displaystyle \rightleftharpoons } (24S)-24-ヒドロキシコレステロール + NADP+ + H2O
この酵素の基質はコレステロール、NADPH、H+とO2で、生成物は(24S)-24-ヒドロキシコレステロール、NADP+とH2Oである。
組織名はcholesterol,NADPH:oxygen oxidoreductase (24-hydroxylating)で、別名にcholesterol 24-monooxygenase、CYP46、CYP46A1、cholesterol 24S-hydroxylase、cytochrome P450 46A1がある。